# Châtelus-Malvaleix
Châtelus-Malvaleix är en kommun i departementet Creuse i regionen Nouvelle-Aquitaine i de centrala delarna av Frankrike. Kommunen ligger i kantonen Châtelus-Malvaleix som tillhör arrondissementet Guéret. År 2022 hade Châtelus-Malvaleix 545 invånare.

## Befolkningsutveckling
Antalet invånare i kommunen Châtelus-Malvaleix
Referens:INSEE